# Elecciones al Senado de Francia de 2020
Las elecciones al Senado de Francia de 2020 se llevaron a cabo por votación indirecta el 27 de septiembre de 2020 con el fin de renovar a la mitad de los miembros del Senado, la cámara alta del Parlamento francés.

## Antecedentes
Originalmente las elecciones se llevarían a cabo seis meses después de las elecciones municipales de marzo de 2020, pero la organización fue interrumpida por la crisis de salud global vinculada a la pandemia de COVID-19 en Francia. La primera vuelta de las elecciones locales se llevaron a cabo según lo planeado el 15 de marzo de 2020, pero la segunda vuelta se pospuso por el mismo tema. Por lo tanto, se decidió que las elecciones al Senado se llevaran a cabo en septiembre de 2021. Pero la segunda vuelta de las elecciones municipales finalmente tuvo lugar el 28 de junio de 2020 y un decreto, tomado al día siguiente, convocó a los elecciones al Senado para la 27 de septiembre del siguiente año. Sin embargo, debido al aplazamiento de las elecciones consulares debido a la crisis sanitaria, la elección de los senadores en representación de los franceses residentes se aplaza un año.
En el momento de los proyectos de reforma constitucional presentados por el presidente Emmanuel Macron, se preveía que estas elecciones tendrían lugar en 2021 y se renovarían todos los escaños. Finalmente se convocó a elecciones para el 27 de septiembre de 2020, y la elección de delegados en 10 de julio del mismo año.